# Ada Feinberg-Sereni

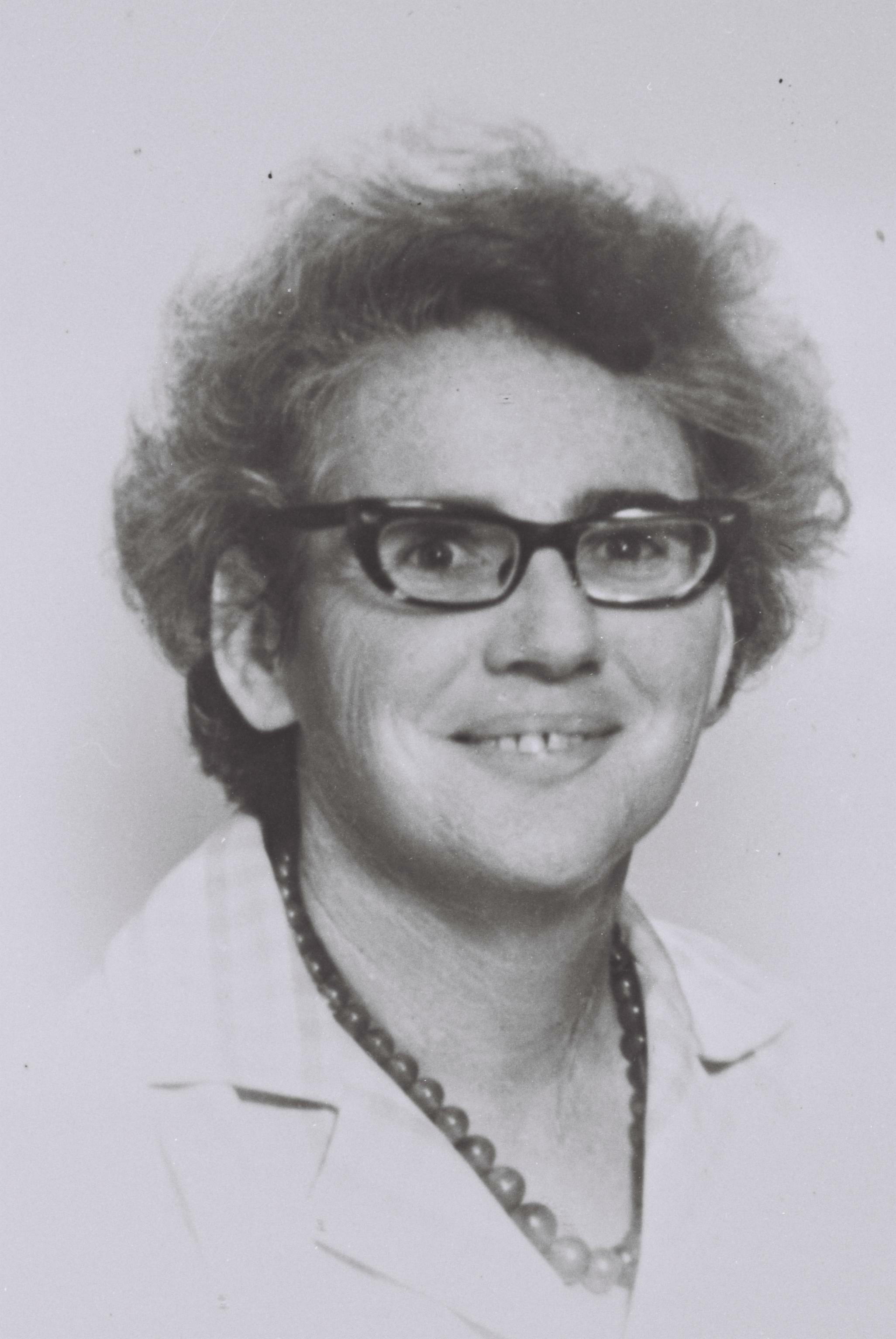
Ada Feinberg-Sereni

Ada Feinberg-Sereni (geboren am 22. April 1930 als Ada Sereni hebräisch עדה פיינברג-סירני in Rom) ist eine ehemalige israelische Politikerin, die für das linksgerichtete Parteienbündnis HaMa’arach von 1969 bis 1974 Mitglied der Knesset war.

## Leben
Ada Sereni wurde 1930 in Rom in eine großbürgerliche Familie geboren. Ihr Vater war Enrico Sereni, der bereits 1931 verstarb. Ihre Mutter war die Biologin Deborah Sereni, geb. Rabinowitz (1906–1991). 1934 kehrte ihre in Jerusalem geborene Mutter nach Abschluss ihres Studiums mit ihr von Italien ins Palästina der Mandatszeit zurück. Sereni wuchs in Tel Aviv auf und besuchte das Hebräische Herzlia-Gymnasium. Ihre Mutter heiratete 1938 den Lehrer Menachem Ajalon. 
Sereni schloss sich der von der Palmach organisierten Pfadfinderorganisation Tzofim (hebräisch התאחדות הצופים והצופות בישראל Hitʾachdut haZofim wəhaZofot bəJisraʾel) an und gehörte zu den Mitbegründern des Kibbuz Jirʾon. Sie war Lehrerin an der örtlichen Anne-Frank-Schule und arbeitete in der Kibbuzbewegung mit. Von 1983 bis 1985 war sie Koordinatorin der Jugendbewegung der vereinigten Kibbuzbewegung (HaTakam).
Bei der Wahl zur 7. Knesset am 28. Oktober 1969 kandidierte sie für das Parteienbündnis HaMaʿarach und war vom 17. November 1969 bis zum 21. Januar 1974 Abgeordnete. In dieser Funktion wirkte sie unter anderem im Ausschuss für Bildung und Kultur mit.

## Familie
Sie heiratete Israel Feinberg (1930–1975), mit dem sie zwei Kinder hat.
Der jüngere Bruder ihres Vaters, Enzo Sereni, war Mitglied einer Gruppe von Fallschirmspringern der britischen Special Operations Executive (SOE), die 1944 über dem von Deutschen besetzten Norditalien absprangen, von den Deutschen gefangen genommen und im KZ Dachau ermordet wurden.
Ihr Großvater mütterlicherseits war Elijah David Rabinowitz-Teomim, ein bekannter Rabbiner aus Litauen.